# Deccard János Kristóf (lelkész)
Ifjabb Deccard János Kristóf (Sopron, ? – Sopron, 1771. április 7.) evangélikus lelkész.

## Élete
Idősebb Deccard János Kristóf és Jenich Eleonóra Terézia fia volt. A gimnáziumot szülővárosában végezte, majd 1754-ben a jénai egyetemre ment, ahonnan haza térve szülővárosában, az 1758. november 2.-án meghalt Münch helyében lett lelkész. Testvérbátyja írt halálára emlékverset, mely megjelent.

## Munkái
Einer geduldigen Creutzträgerin standhafftes Verbleiben an Gott, bey… leichen-Bestattung der weiland… Frauen Anna Rosina Edlingerin Andenkens, welche den 8. April des 1761 J. in dem Herrn… entschlafen… Gehalten und auf Begehren zum Druck übergeben. Oedenburg.